# William Kennedy
William Kennedy (n. aprilie 1814, Cumberland House⁠(d), Saskatchewan, Canada – d. 25 ianuarie 1890, Manitoba, Canada) a fost un negustor de blănuri, politician și istoric canadian. William Kennedy este unul dintre cei mai importanți exploratori ai regiuni arctice, explorând nordul îndepărtat în timpul încercării sale de a descoperi soarta expediției lui Sir John Franklin.